# Trafik!
Trafik! è un singolo del rapper finlandese Käärijä e del rapper olandese Joost Klein, pubblicato il 12 luglio 2024 dalla Warner Music Finland.

## Descrizione
La canzone è stata scritta dai due rapper insieme a Aleksi Nurmi, Johannes "Kiro" Naukkarinen, e Teun de Kruif. Stando a quanto detto da Käärijä, la canzone è stata scritta in occasione di un viaggio in Finlandia di Joost Klein e del suo team, organizzato dopo che Klein gli aveva inviato un messaggio su Instagram per proporre una collaborazione.

## Video musicale
Un video musicale, diretto da Lyon Pol è stato reso disponibile sul canale YouTube di Joost Klein in concomitanza con l'uscita del brano.

## Tracce
Testi e musiche di Jere Pöyhönen, Joost Klein, Aleksi Nurmi, Johannes Naukkarinen e Teun de Kruif.
1. Trafik! – 2:12

## Classifiche
| Classifica (2025) | Posizione massima |
| ----------------- | ----------------- |
| Finlandia         | 5                 |
| Lithuania         | 60                |
| Paesi Bassi       | 84                |